# Barbara Ruppel
Barbara Ruppel (* 18. Februar 1937 in Frankfurt am Main) ist eine deutsche Zeichnerin, Malerin und Medailleurin.

## Leben
Barbara Ruppel studierte in den Jahren 1958 bis 1963 an der Akademie der Bildenden Künste München wissenschaftliches Zeichnen bei Wilhelm Heise sowie Malerei bei Erich Glette, während sie parallel das Schneiden von Medaillen bei Otto Kallenbach erlernte. 1963 nahm sie die Stellung als wissenschaftliche Zeichnerin am Institut für Tieranatomie der Universität München an, für das sie 1968 ihre erste Medaille gestaltete.
Nachdem sie sich ab 1970 verstärkt der Medaillengestaltung widmete, übernahm Ruppel 1988 einen Lehrauftrag für naturwissenschaftliches Zeichnen und Malen an ihrem eigenen früheren Ausbildungsort, der Akademie der Bildenden Künste München.
Barbara Ruppel beteiligte sich mit eigenen Werken an internationalen Medaillen-Ausstellungen der Fédération internationale de la médaille d’art (FIDEM); 1992 in London und 2002 in Paris.
Ruppel ist Mitglied im Künstlerkreis der Medailleure München.

## Werke (Auswahl)

### Münzen
- 2007: Entwurf für die 10-Euro-Gedenkmünze zum 800. Geburtstag von Elisabeth von Thüringen.[3]
- 2011: Entwurf für die 10-Euro-Gedenkmünze 150 Jahre Entdeckung des Urvogels Archaeopteryx als „Zeuge der Evolution“[4]

### Schriften
- Die Entstehung der Elisabeth-Münze, in Rupert Graf Strachwitz, Toni Aigner (Hrsg.): Elisabeth von Thüringen. Eine Frau des 13. Jahrhunderts und ihre Wirkung (= Edition Andechs, Bd. 3), Kirchheim, München 2009, ISBN 978-3-87410-122-6, S. 61–64